# Heteropoda armillata
Heteropoda armillata là một loài nhện trong họ Sparassidae.
Loài này thuộc chi Heteropoda. Heteropoda armillata được Tord Tamerlan Teodor Thorell miêu tả năm 1887.